# Giuseppe Alberghini
Giuseppe Alberghini (ur. 13 września 1770 w Cento, zm. 30 września 1847 w Rzymie) – włoski duchowny katolicki, kardynał, brat dziekana Roty Rzymskiej Ignazia Alberghiniego.

## Życiorys
Był wicedziekanem Kamery Apostolskiej oraz asesorem Najwyższej Świętej Kongregacji Inkwizycji Rzymskiej i Powszechnej. 23 czerwca 1834 Grzegorz XVI kreował go kardynałem in pectore (nominacja została ogłoszona 6 kwietnia 1835), a 24 lipca 1835 nadał mu tytuł kardynała prezbitera Santa Prisca. Wziął udział w Konklawe 1846, wybierającym Piusa IX. 